# I & key EN II
『I & key EN II』（アイエンキエンツー）は、椎名慶治の3作目のミニアルバム。2014年11月12日に発売された。

## 概要
椎名慶治のアルバムとしては6作目の作品で、ミニアルバムとしては3作目である。アルバムのコンセプトは、「合縁奇縁」、「愛縁機縁」で、2012年に発売された『I & key EN』の続編に当たる1年10カ月ぶりのオリジナル作品。
磯貝サイモンやUNISON SQUARE GARDENの田淵智也が楽曲制作に参加しており、また、野口圭が椎名のソロ作品の楽曲制作に初参加している。

## 収録曲
1. key 2 the light
作詞：井上洋平 作曲：椎名慶治 編曲：オダクラユウ
2. 人生スパイス-go for broke-
MVがYouTubeで公開されている
作詞：椎名慶治 作曲：田淵智也 編曲：新井弘毅、田淵智也
3. 歪
作詞：野口圭 作曲：椎名慶治、山口寛雄 編曲：大久保友裕
4. コンティニュー？
作詞、作曲、編曲：椎名慶治
5. 悲しきマリオネット
作詞：椎名慶治、磯貝サイモン 作曲：磯貝サイモン 編曲：橋口靖正
6. komorebi
劇団マツモトカズミ「結婚の偏差値II DEAD OR ALIVE」テーマソング
作詞、作曲、編曲：椎名慶治
7. カタムスビ-SHIINA Ver.-
作詞：椎名慶治、ZERO 作曲：オダクラユウ 編曲：オダクラユウ、椎名慶治

## MV
「人生スパイス-go for broke-」 - YouTube